# 925

## Esdeveniments
- Alfons IV El Monjo proclamat rei de Lleó
- Els àrabs dominen Zanzíbar
- Unió de Navarra i el comtat d'Aragó
- Odon de Cluny assigna una lletra a cada nota musical, sistema que perviu als països anglosaxos.

## Necrològiques
- 8 de març, Lucca: Berta de Lotaríngia, noble toscana, molt activa políticament.[1]
- Sanç I de Navarra, rei de Navarra
- Nicolau el Místic, Patriarca de Constantinoble
- Ermessenda de Barcelona